# Talamone (przystanek kolejowy)
Talamone (wł. Stazione di Talamone) – przystanek kolejowy w Fonteblanda (część gminy Orbetello), w prowincji Grosseto, w regionie Toskania, we Włoszech. Znajduje się na linii Piza – Rzym. Położona jest około 5 km od miejscowości Talamone.
Według klasyfikacji RFI ma kategorię brązową.

## Połączenia
Stacja jest obsługiwana przez pociągi regionalne w kierunku Grosseto, Roma Termini, Orbetello, Florencji czy Pizy.

## Linie kolejowe
- Piza – Rzym